# Nystalus maculatus
Nystalus maculatus е вид птица от семейство Bucconidae.

## Разпространение
Видът е разпространен в Аржентина, Боливия, Бразилия и Парагвай.